# Lijst van officieren in de Kroonorde
Dit is een lijst van officieren in de Kroonorde over wie een artikel in de Nederlandstalige Wikipedia is opgenomen. Belgen zijn opgenomen onder het tussenvoegsel van hun naam.

## A
- Salvatore Adamo
- Luc Aerts
- Joseph André (1885-1969)
- Laurent Angenot (1873-1949)
- Jan Engelbert van Arenberg (1921-2011)
- Arno Hintjens (zanger) (1949-2022)

## B
- Hans van Baalen (1960-2021)
- Michel Barbeaux
- Marcel Beets (1931-2018)
- Philippe Bodson (1944-2020)
- Johannes Jacobus van Bolhuis (1880-1965)
- Salomon Adriaan Maria Bottenheim (1880-1957)
- Vina Bovy (1900-1983)
- Jan Briers (1919-2007)
- Lucas Franciscus Britzel (1885-1942)

## D
- René De Coninck (1907-1978)
- Raymond De Craecker
- Edward De Geest
- Achiel De Keyser (1889-1961)
- Johan de Meester (1860-1931)
- André De Meulemeester (1894-1973)
- Jan-Pieter De Nayer (1875-1942)
- Hector Deprez (1873-1939)
- Alfons de Ridder (1882-1960)
- Jean-Pierre Deweer (1923-2013)
- Neel Doff (1858-1942)
- André van Duin (1947-)[1]
- Léonce du Castillon (1869-1941)

## E
- Joseph Endepols (1877-1962)

## F
- Auguste Ferrant (1847-1939)
- Julien Ficher (1888-1989)
- Charles Frison (1921-2010)

## G
- Robert Goldschmidt (1877-1935)

## H
- Bernard Haitink (1929-2021)
- Hergé (1907-1983)
- Jan Hoet (1936-2014)
- Johan Huizinga (1867-1946)

## J
- Georges Jacobs

## K
- Hans van der Kop (1923-2004)
- Philippe Kridelka

## L
- Henri Lenaerts (1923-2004)

## M
- Camille Mabilde (1844-1930)
- Pol Mara (1920-1998)
- Patrick Maselis
- Karel Matheussen (1928-2016)
- Marc Matthys (1956)
- Albert Mélot (1915-2010)
- Rosa Merckx (1924-2023)

## N
- Top Naeff (1878-1953)
- Staf Nimmegeers
- Charles Noguès (1876-1971)

## O
- Marinus den Ouden (1909-1951)]

## P
- Claudius Prinsen (1896-1952)

## R
- Magda Raemaekers
- Petrus Hubertus Regout (1854-1928)
- Gunnar Riebs

## S
- Luc Santens (1933-2011)
- Bobbejaan Schoepen (1925-2010)
- Jakob Smits (1855-1928)

## T
- Daniël Termont
- Juan t'Kint de Roodenbeke (1934-2013)
- Bruno Thoeng (1936-2021)
- Louis Titz

## V
- Ben Van Assche
- Gerard Van Caelenberge
- Jean-Claude Van Damme
- Leopold Van Esbroeck (1911-2010)
- Marc Vanhoonacker (1937-2017)
- Luc Van Nevel
- Henri Van Ostaeyen (1890-1944)
- Sas van Rouveroij
- Tony Vermeire
- Léandre Vilain (1866-1945)

## W
- Kees Witholt (1912-1987)
- Jan Wouters (1908-2001)